# 1595
Il 1595 (MDXCV in numeri romani) è un anno  del XVI secolo.

## Eventi
- La Francia si allea ad Inghilterra e Paesi Bassi per allontanare l'esercito spagnolo ancora sul territorio francese dalla guerra civile.
- Clemente VIII revoca la scomunica a Enrico IV di Francia, riconoscendolo come legittimo re.
- 12 giugno – Unione di Brest.
- Inghilterra: William Shakespeare scrive Romeo e Giulietta.

### America del Nord
- 23 settembre – La Corona spagnola autorizza una campagna missionaria nel Nuovo mondo, guidata da Juan de Silva, per convertire i nativi nelle regioni delle odierne Florida, Georgia e Carolina del Sud. Lo scopo è quello di "civilizzare" i nativi e di renderli più inclini alla colonizzazione.

### Per argomento

#### Architettura
- Il duomo di Pisa viene restaurato dopo un grande incendio.

## Nati

### Gennaio
- 20 gennaio - Alfonsino Gesualdo, nobile italiano († 1600)
- 26 gennaio - Antonio Maria Abbatini, compositore italiano († 1679)

### Febbraio
- 9 febbraio - Edvige di Brunswick-Lüneburg, nobile tedesca († 1650)
- 18 febbraio - Scipione Gonzaga, condottiero e diplomatico italiano († 1670)

### Marzo
- 19 marzo - Carlo di Ferdinando de' Medici, cardinale e vescovo italiano († 1666)
- 21 marzo - Ferdinando Ughelli, monaco cristiano, abate e storico italiano († 1670)

### Aprile
- 6 aprile - Pieter de Molijn, pittore e incisore olandese († 1661)
- 6 aprile - Enrico II di Orléans-Longueville, nobile († 1663)
- 30 aprile - Enrico II di Montmorency, militare francese († 1632)

### Maggio
- 3 maggio - Alessandro Gottifredi, gesuita italiano († 1652)
- 26 maggio - Remigius Fesch, giurista e storico dell'arte svizzero († 1667)
- 27 maggio - Benedikt Carpzov, giurista e avvocato tedesco († 1666)

### Giugno
- 3 giugno - Paganino Gaudenzi, scrittore, teologo e presbitero svizzero († 1649)
- 9 giugno - Ladislao IV Vasa, sovrano († 1648)
- 13 giugno - Jan Marek Marci, medico ceco († 1667)
- 24 giugno - Ulderico Carpegna, cardinale e vescovo cattolico italiano († 1679)

### Luglio
- 1º luglio - Albrycht Radziwiłł, nobile e politico polacco († 1656)
- 4 luglio - Félix Castello, pittore spagnolo († 1651)
- 5 luglio - Guru Har Gobind, mistico indiano († 1644)
- 7 luglio - Luigi Caetani, cardinale e arcivescovo cattolico italiano († 1642)
- 10 luglio - Charles Drelincourt, pastore protestante e teologo francese († 1669)
- 31 luglio - Filippo Volfango di Hanau-Lichtenberg, conte tedesco († 1641)

### Agosto
- 28 agosto - Hans Ulrich von Schaffgotsch, generale boemo († 1635)
- 29 agosto - Gioacchino Ernesto di Schleswig-Holstein-Sonderburg-Plön, nobile danese († 1671)

### Settembre
- 3 settembre - Raffaello Vanni, pittore italiano († 1673)
- 8 settembre - Virgilio Malvezzi, scrittore, militare e politico italiano († 1654)
- 9 settembre - Juan Eusebio Nieremberg, scrittore spagnolo († 1658)
- 20 settembre - Luigi Pappacoda, vescovo cattolico italiano († 1670)
- 21 settembre - Cristoforo Giarda, vescovo cattolico italiano († 1649)
- 26 settembre - Alessandro Baldrati, monaco cristiano italiano († 1645)

### Ottobre
- 5 ottobre - Francesca Caterina di Savoia, principessa e religiosa italiana († 1640)
- 11 ottobre - Francesco Pona, medico e letterato italiano († 1655)
- 17 ottobre - Francesco Capecelatro, scrittore e storico italiano († 1670)
- 17 ottobre - Marcantonio IV Colonna, nobile italiano († 1611)
- 18 ottobre - Lucas van Uden, pittore e incisore fiammingo († 1672)
- 20 ottobre - Virginio Cesarini, poeta italiano († 1624)
- 27 ottobre - Ludovico Ludovisi, cardinale e arcivescovo cattolico italiano († 1632)
- 28 ottobre - Henri-Auguste de Loménie, politico e nobile francese († 1666)

### Novembre
- 13 novembre - Giorgio Guglielmo di Brandeburgo, nobile († 1640)
- 17 novembre - Pietro Desani, pittore italiano († 1647)
- 17 novembre - Giacomo Filippo Tomasini, vescovo cattolico, letterato e storico italiano († 1655)
- 19 novembre - Mōri Hidenari, militare giapponese († 1651)
- 24 novembre - Tarquinio Merula, compositore e organista italiano († 1665)

### Dicembre
- 1º dicembre - Robert Sidney, II conte di Leicester, nobile e politico inglese († 1677)
- 4 dicembre - Jean Chapelain, poeta e critico letterario francese († 1674)
- 5 dicembre - Henry Lawes, musicista e compositore inglese († 1662)
- 22 dicembre - Giorgio Bolognetti, vescovo cattolico e diplomatico italiano († 1680)

### Senza giorno specificato
- Jean Ballesdens, avvocato e editore francese († 1675)
- Guidubaldo Benamati, poeta e scrittore italiano († 1653)
- Gaspar de Bracamonte y Guzmán, diplomatico spagnolo († 1676)
- Fausto Caffarelli, arcivescovo cattolico italiano († 1651)
- Andrea Calcese, attore teatrale italiano († 1656)
- Franceschino Carracci, pittore italiano († 1622)
- Bernardino Casella, scultore e stuccatore svizzero († 1654)
- Hugo Eberhard Cratz von Scharfenstein, vescovo cattolico tedesco († 1663)
- Guillaume Cureau, pittore francese († 1648)
- Jean Desmarets de Saint-Sorlin, poeta francese († 1676)
- John Felton, militare inglese († 1628)
- Geronimo Gerardi, pittore fiammingo († 1648)
- Albert Girard, matematico francese († 1632)
- Agostino Inveges, storico italiano († 1677)
- Kara Dev Murad Pascià, politico e militare ottomano († 1655)
- Johann Liss, pittore tedesco († 1630)
- Vasile Lupu, sovrano moldavo († 1661)
- Vincent Léotaud, matematico e gesuita francese († 1672)
- Francesco Mannelli, compositore italiano († 1667)
- Enrico Morse, presbitero inglese († 1645)
- Carlo Giuseppe Orrigoni, poeta e scrittore italiano († 1656)
- Giovanni Battista Pasqualini, pittore, intagliatore e incisore italiano († 1631)
- Simon van de Passe, incisore, disegnatore e mercante d'arte olandese († 1647)
- Matteo Peregrini, filosofo italiano († 1652)
- Francesco Peretti di Montalto, cardinale e arcivescovo cattolico italiano († 1655)
- Salvatore Pozzi, pittore italiano († 1681)
- Emilio Savonanzi, pittore italiano († 1666)
- Gillis van Scheyndel, incisore, disegnatore e pittore olandese († 1660)
- William Sheppard, giurista britannico († 1674)
- Vincenzo Spisanelli, pittore italiano († 1662)
- Antoine Vitré, tipografo francese († 1674)
- Alessandro Vittrici, vescovo cattolico, collezionista d'arte e funzionario italiano († 1650)
- Lucas Vorsterman, incisore fiammingo († 1675)
- Gottfried Wals, pittore tedesco († 1638)
- Johann von Werth, generale tedesco († 1652)
- Edward Winslow, politico britannico († 1655)
- Benedetto Zalone, pittore italiano († 1644)
- António da Encarnação, teologo portoghese († 1665)
- Ludovico de Susio, pittore fiammingo
- Álvaro III del Congo, re († 1622)
- Serafino della Salandra, poeta italiano († 1656)
- Jacques du Chevreuil, scienziato francese († 1649)

## Morti

### Gennaio
- 2 gennaio - Barbara di Brandeburgo, nobile (n. 1527)
- 5 gennaio - Feliciano Ninguarda, vescovo cattolico e teologo italiano (n. 1524)
- 11 gennaio - Jacob Runge, teologo tedesco (n. 1527)
- 12 gennaio - Gaspare Visconti, arcivescovo cattolico italiano (n. 1538)
- 16 gennaio - Murad III, sultano ottomano (n. 1546)
- 24 gennaio - Ferdinando II d'Austria, duca (n. 1529)
- 28 gennaio - Maddalena Campiglia, poetessa italiana (n. 1553)

### Febbraio
- 2 febbraio - Ștefan I Surdul, principe
- 15 febbraio - Marco Sittico Altemps, cardinale austriaco (n. 1533)
- 17 febbraio - Nicolò Stizzìa, vescovo cattolico, teologo e giurista italiano (n. 1540)
- 20 febbraio - Ernesto d'Austria, nobile austriaco (n. 1553)
- 21 febbraio - Robert Southwell, gesuita e poeta inglese (n. 1561)

### Marzo
- 15 marzo - Vincenzo Gagini, scultore italiano (n. 1527)
- 17 marzo - Gamō Ujisato, militare giapponese (n. 1557)
- 18 marzo - Jean de Sponde, poeta francese (n. 1557)
- 21 marzo - Heinrich von Bobenhausen, nobile tedesco

### Aprile
- 2 aprile - Pasquale Cicogna, doge (n. 1509)
- 3 aprile - Matteo Priuli, vescovo cattolico italiano (n. 1528)
- 7 aprile - Enrico Walpole, gesuita inglese (n. 1558)
- 8 aprile - Enrico I di Orléans-Longueville, nobile francese (n. 1568)
- 24 aprile - Camillo I Gonzaga, nobile e militare italiano (n. 1521)
- 25 aprile - Torquato Tasso, poeta, scrittore e drammaturgo italiano (n. 1544)

### Maggio
- 4 maggio - Hugues Loubenx de Verdalle, cardinale francese (n. 1531)
- 19 maggio - Giovanni Federico II di Sassonia, duca tedesco (n. 1529)
- 25 maggio - Valtin Havenkenthal, poeta e scrittore tedesco (n. 1567)
- 26 maggio - Filippo Neri, presbitero e educatore italiano (n. 1515)

### Giugno
- 16 giugno - Ferdinand zu Hardegg, militare e nobile austriaco (n. 1549)
- 26 giugno - Magnus Vasa, principe svedese (n. 1542)

### Luglio
- 11 luglio - Onorato Lascaris di Ventimiglia, vescovo cattolico italiano (n. 1526)
- 15 luglio - Giulio Savorgnan, ingegnere italiano (n. 1510)
- 15 luglio - Toyotomi Hidetsugu, militare giapponese (n. 1568)
- 20 luglio - Thoinot Arbeau, presbitero e scrittore francese (n. 1520)

### Agosto
- 13 agosto - Carlo Emanuele di Savoia-Nemours, nobile (n. 1567)
- 18 agosto - Giovanni Battista Castrucci, cardinale e arcivescovo cattolico italiano (n. 1541)
- 20 agosto - Alessandro Ardenti, pittore italiano
- 24 agosto - Thomas Digges, astronomo e matematico britannico (n. 1546)
- 24 agosto - Karl von Mansfeld, generale tedesco (n. 1543)
- 26 agosto - Antonio, priore di Crato, principe portoghese (n. 1531)

### Settembre
- 2 settembre - Annibale di Capua, arcivescovo cattolico italiano
- 3 settembre - Filippo di Nassau, militare olandese (n. 1566)
- 4 settembre - Geremia II Tranos, arcivescovo ortodosso greco

### Ottobre
- 4 ottobre - Giacomo Contarini, nobile italiano (n. 1536)
- 14 ottobre - Owen Lewis, vescovo cattolico e diplomatico gallese (n. 1533)
- 15 ottobre - Faizi, poeta indiano (n. 1547)
- 18 ottobre - Álvaro de Mendaña, esploratore, navigatore e cartografo spagnolo (n. 1542)
- 19 ottobre - Philip Howard, XX conte di Arundel, nobile inglese (n. 1557)
- 20 ottobre - Felice Figliucci, umanista, filosofo e teologo italiano (n. 1518)
- 23 ottobre - Ludovico Gonzaga-Nevers, nobile italiano (n. 1539)

### Novembre
- 1º novembre - Marcantonio III Colonna, nobile romano (n. 1575)
- 4 novembre - Francesco Cattani da Diacceto, vescovo cattolico e teologo italiano (n. 1531)
- 5 novembre - Luis Barahona de Soto, poeta e scrittore spagnolo (n. 1548)
- 12 novembre - John Hawkins, corsaro, navigatore e politico inglese (n. 1532)
- 19 novembre - Gian Paolo Lolmo, pittore italiano (n. 1550)
- 28 novembre - Lala Mehmed Pascià, condottiero ottomano

### Dicembre
- 5 dicembre - James Stewart, conte di Arran, nobile e politico scozzese
- 11 dicembre - Philippe III de Croÿ, militare e nobile belga (n. 1526)
- 14 dicembre - Henry Hastings, III conte di Huntingdon, nobile inglese (n. 1536)
- 17 dicembre - Francis Hastings, barone Hastings, nobile inglese (n. 1560)
- 18 dicembre - Cesare Benso, vescovo cattolico italiano
- 20 dicembre - Costanzo Torri, cardinale e vescovo cattolico italiano (n. 1531)
- 30 dicembre - William West, I barone De La Warr, nobile inglese (n. 1520)

### Senza giorno specificato
- Mohammad Khodabanda, sovrano persiano (n. 1532)
- Pedro Simón Abril, umanista spagnolo (n. 1530)
- Robert Adams, architetto e incisore inglese (n. 1540)
- Enrico Agileo, giurista francese (n. 1533)
- Michelangelo Aliprandi, pittore italiano (n. 1527)
- Marcantonio Barbaro, politico e diplomatico italiano (n. 1518)
- Giuseppe Casabona, botanico e naturalista fiammingo
- Martín Cortés Malintzin, cavaliere spagnolo (n. 1523)
- Jean Cousin il Giovane, pittore francese
- Francis Cutting, liutista e compositore inglese
- Serdar Ferhad Pascià, politico ottomano (n. 1530)
- Alfonso Ferri, medico italiano
- Simone Gatto, compositore e direttore d'orchestra italiano (n. 1545)
- Giovanni Battista Gentile Pignolo, doge (n. 1525)
- Kiso Yoshimasa, militare giapponese (n. 1540)
- Baccio Lomi, pittore italiano
- Louis Chasteigner de la Roche-Posay conte d'Abain, politico francese (n. 1535)
- Thomas Morgan, generale gallese (n. 1542)
- Narita Ujinaga, militare giapponese (n. 1542)
- Cosma Nepita, giurista e magistrato italiano
- Juan Pérez de Zurita, esploratore spagnolo (n. 1516)
- Ercole Procaccini il Vecchio, pittore italiano (n. 1515)
- Ștefan Răzvan, principe
- Cristoforo Sorte, cartografo italiano (n. 1510)
- Annibale Stabile, compositore italiano
- Francisco Verdugo, militare spagnolo (n. 1537)
- Thomas Whythorne, compositore inglese (n. 1528)
- Marguerin de la Bigne, teologo francese (n. 1546)
- Fernão Álvares do Oriente, poeta portoghese (n. 1540)

## Calendario
| Calendario 1595 | Calendario 1595 | Calendario 1595 | Calendario 1595 | Calendario 1595 | Calendario 1595 | Calendario 1595 | Calendario 1595 | Calendario 1595 | Calendario 1595 | Calendario 1595 | Calendario 1595 | Calendario 1595 | Calendario 1595 | Calendario 1595 | Calendario 1595 | Calendario 1595 | Calendario 1595 | Calendario 1595 | Calendario 1595 | Calendario 1595 | Calendario 1595 | Calendario 1595 | Calendario 1595 | Calendario 1595 | Calendario 1595 | Calendario 1595 | Calendario 1595 | Calendario 1595 | Calendario 1595 | Calendario 1595 | Calendario 1595 | Calendario 1595 |
| --------------- | --------------- | --------------- | --------------- | --------------- | --------------- | --------------- | --------------- | --------------- | --------------- | --------------- | --------------- | --------------- | --------------- | --------------- | --------------- | --------------- | --------------- | --------------- | --------------- | --------------- | --------------- | --------------- | --------------- | --------------- | --------------- | --------------- | --------------- | --------------- | --------------- | --------------- | --------------- | --------------- |
|                 | 1               | 2               | 3               | 4               | 5               | 6               | 7               | 8               | 9               | 10              | 11              | 12              | 13              | 14              | 15              | 16              | 17              | 18              | 19              | 20              | 21              | 22              | 23              | 24              | 25              | 26              | 27              | 28              | 29              | 30              | 31              |                 |
| Gennaio         | Do              | Lu              | Ma              | Me              | Gi              | Ve              | Sa              | Do              | Lu              | Ma              | Me              | Gi              | Ve              | Sa              | Do              | Lu              | Ma              | Me              | Gi              | Ve              | Sa              | Do              | Lu              | Ma              | Me              | Gi              | Ve              | Sa              | Do              | Lu              | Ma              |                 |
| Febbraio        | Me              | Gi              | Ve              | Sa              | Do              | Lu              | Ma              | Me              | Gi              | Ve              | Sa              | Do              | Lu              | Ma              | Me              | Gi              | Ve              | Sa              | Do              | Lu              | Ma              | Me              | Gi              | Ve              | Sa              | Do              | Lu              | Ma              |                 |                 |                 |                 |
| Marzo           | Me              | Gi              | Ve              | Sa              | Do              | Lu              | Ma              | Me              | Gi              | Ve              | Sa              | Do              | Lu              | Ma              | Me              | Gi              | Ve              | Sa              | Do              | Lu              | Ma              | Me              | Gi              | Ve              | Sa              | Do              | Lu              | Ma              | Me              | Gi              | Ve              |                 |
| Aprile          | Sa              | Do              | Lu              | Ma              | Me              | Gi              | Ve              | Sa              | Do              | Lu              | Ma              | Me              | Gi              | Ve              | Sa              | Do              | Lu              | Ma              | Me              | Gi              | Ve              | Sa              | Do              | Lu              | Ma              | Me              | Gi              | Ve              | Sa              | Do              |                 |                 |
| Maggio          | Lu              | Ma              | Me              | Gi              | Ve              | Sa              | Do              | Lu              | Ma              | Me              | Gi              | Ve              | Sa              | Do              | Lu              | Ma              | Me              | Gi              | Ve              | Sa              | Do              | Lu              | Ma              | Me              | Gi              | Ve              | Sa              | Do              | Lu              | Ma              | Me              |                 |
| Giugno          | Gi              | Ve              | Sa              | Do              | Lu              | Ma              | Me              | Gi              | Ve              | Sa              | Do              | Lu              | Ma              | Me              | Gi              | Ve              | Sa              | Do              | Lu              | Ma              | Me              | Gi              | Ve              | Sa              | Do              | Lu              | Ma              | Me              | Gi              | Ve              |                 |                 |
| Luglio          | Sa              | Do              | Lu              | Ma              | Me              | Gi              | Ve              | Sa              | Do              | Lu              | Ma              | Me              | Gi              | Ve              | Sa              | Do              | Lu              | Ma              | Me              | Gi              | Ve              | Sa              | Do              | Lu              | Ma              | Me              | Gi              | Ve              | Sa              | Do              | Lu              |                 |
| Agosto          | Ma              | Me              | Gi              | Ve              | Sa              | Do              | Lu              | Ma              | Me              | Gi              | Ve              | Sa              | Do              | Lu              | Ma              | Me              | Gi              | Ve              | Sa              | Do              | Lu              | Ma              | Me              | Gi              | Ve              | Sa              | Do              | Lu              | Ma              | Me              | Gi              |                 |
| Settembre       | Ve              | Sa              | Do              | Lu              | Ma              | Me              | Gi              | Ve              | Sa              | Do              | Lu              | Ma              | Me              | Gi              | Ve              | Sa              | Do              | Lu              | Ma              | Me              | Gi              | Ve              | Sa              | Do              | Lu              | Ma              | Me              | Gi              | Ve              | Sa              |                 |                 |
| Ottobre         | Do              | Lu              | Ma              | Me              | Gi              | Ve              | Sa              | Do              | Lu              | Ma              | Me              | Gi              | Ve              | Sa              | Do              | Lu              | Ma              | Me              | Gi              | Ve              | Sa              | Do              | Lu              | Ma              | Me              | Gi              | Ve              | Sa              | Do              | Lu              | Ma              |                 |
| Novembre        | Me              | Gi              | Ve              | Sa              | Do              | Lu              | Ma              | Me              | Gi              | Ve              | Sa              | Do              | Lu              | Ma              | Me              | Gi              | Ve              | Sa              | Do              | Lu              | Ma              | Me              | Gi              | Ve              | Sa              | Do              | Lu              | Ma              | Me              | Gi              |                 |                 |
| Dicembre        | Ve              | Sa              | Do              | Lu              | Ma              | Me              | Gi              | Ve              | Sa              | Do              | Lu              | Ma              | Me              | Gi              | Ve              | Sa              | Do              | Lu              | Ma              | Me              | Gi              | Ve              | Sa              | Do              | Lu              | Ma              | Me              | Gi              | Ve              | Sa              | Do              |                 |